# 腓特烈·威廉 (梅克倫堡-施威林)
腓特烈·威廉（德語：Friedrich Wilhelm，1675年3月28日—1713年7月31日），梅克倫堡-施威林公爵，1692年至1713年在位。
1704年，腓特烈·威廉與黑森-卡塞爾伯爵卡爾一世的女兒索菲·夏洛特結婚，兩人沒有子女。1713年腓特烈·威廉於美茵茲去世，弟弟卡爾·利奧波德繼位為梅克倫堡-施威林公爵。